# リチャード・レモン・ランダー
リチャード・レモン・ランダー（Richard Lemon Lander、1804年2月8日 - 1834年2月6日）は、西アフリカの探険で知られる、イギリスの探検家、コーンウォール人。

## 生涯
ランダーは、コーンウォール州トゥルーロの宿屋の息子として、当時の the Fighting Cocks Inn（後の the Dolphin Inn）で生まれた。ランダーの探険は、スコットランド人の探検家ヒュー・クラッパートン (Hugh Clapperton) による1825年の西アフリカ遠征隊に助手として参加したことから始まった。クラッパートンは、1827年4月に、今日のナイジェリアに位置するソコトの近くで死去し、その時点でランダーはこの遠征隊で唯一生き残ったヨーロッパ人となった。ランダーは、そこからさらに南東方面へと進んだ後、1828年7月にイギリスに帰還した。

1830年、ランダーは弟ジョン・ランダー (John) とともに、再び西アフリカへ赴いた。1830年3月22日にバダグリ (Badagry) に上陸したふたりは、ニジェール川下流域をブッサ (Bussa) から海まで下った。さらにニジェール川を160キロメートルほど上流まで探険した後、再び戻って支流のベヌエ川やニジェール・デルタの探険を行なった。彼らは、1831年にイギリスに帰還した。
1832年、ランダーはマグレガー・レアード (Macgregor Laird) らリヴァプールの商人たちが組織した遠征隊を率いてアフリカへ赴き、ニジェール川とベヌエ川の合流地点に交易拠点を築くことを目指した。しかし、この遠征は諸々の困難に直面し、隊員の多くが熱病で命を落とし、遠征隊はブッサにもたどり着けなかった。ランダーは、カヌーで川を遡上中に、アフリカ人の部族民に襲撃され、マスケット銃の弾丸を太股に被弾した。ランダーは、沿岸部までたどり着いたが、この銃創により、そこで落命した。

## 顕彰
トゥルーロには、レモン・ストリートの坂の上に彫刻家ネヴィル・ノージー・バーナード (Neville Northey Burnard) によるランダーの記念碑があり、また地元の中学校のひとつは、ランダーを讃えてその名を冠している。1835年には、ランダーを記念する石柱の建設が始まった。1832年、ランダーは、「ニジェール川の河道と源流を決定するにあたっての重要な貢献」に対して、王立地理学会の金メダルである創立者メダルを受賞し、このメダルの最初の受賞者となった。

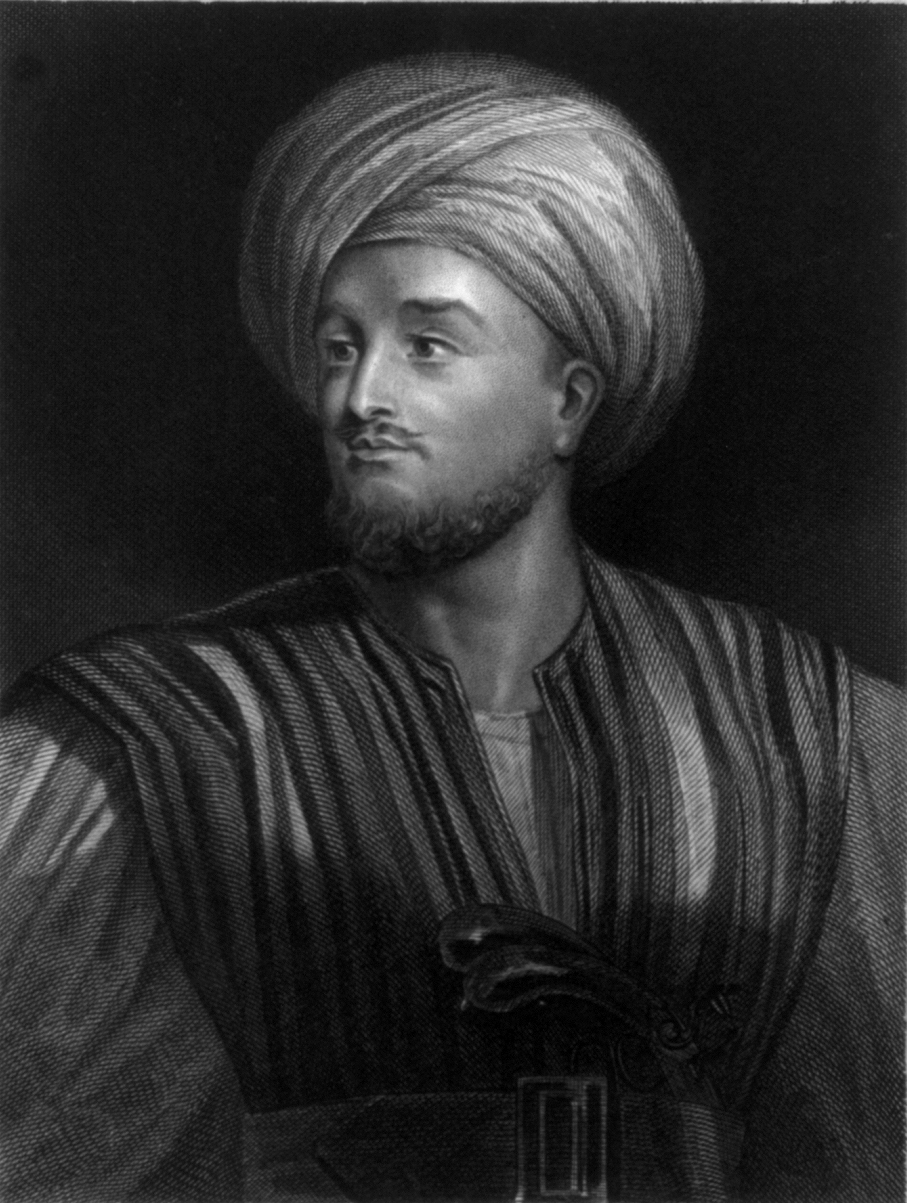
アフリカの衣装をまとったランダーの肖像。

2004年11月、リチャード・ランダーの生誕200年を記念し、ランダー兄弟の顕著な業績を讃えて、「善意の遠征隊 (Expedition of Goodwill)」が兄弟の河川探険の行程をたどるために派遣された。

## 著書
- Journal of Richard Lander from Kano to the Sea Coast、1829年
- Records of Captain Clapperton's Last Expedition to Africa、1830年[3]
- Journal of an Expedition to Explore the Course and Termination of the Niger、1832年 （Elibron Classics から1990年代に再刊）